# Kreis Altentreptow
De Kreis Altentreptow (vanaf 1990 als Landkreis aangeduid) was een Kreis in de Bezirk Neubrandenburg in de Duitse Democratische Republiek.

## Geschiedenis
Op 25 juli 1952 was er in de DDR omvangrijke bestuurlijke herindeling, waarbij onder andere de deelstaten hun belang verloren en zogenaamde Bezirke werden ingericht. Kreis Altentreptow werd destijds opgebouwd uit delen van de landkreisen Demmin en Neubrandenburg. Bestuurszetel van de kreis was Altentreptow.
Op 17 mei 1990 ging de kreis als Landkreis Altentreptow verder. Na de hereniging van Duitsland in 1990 werd de kreis onderdeel van de deelstaat Mecklenburg-Voor-Pommeren. Bij de bestuurlijke herindeling die op 12 juni 1994 van kracht werd, werd de landkreis opgeheven en ging hij op in de Landkreis Demmin.

## Steden en gemeenten
Op 3 oktober 1990 bestond de Landkreis Altentreptow uit 25 gemeenten:
1. Altenhagen
2. Altentreptow, stad
3. Bartow
4. Breesen
5. Breest
6. Gnevkow
7. Golchen
8. Grapzow
9. Grischow
10. Groß Teetzleben
11. Gültz
12. Knorrendorf
13. Kriesow
14. Mölln
15. Pinnow
16. Pripsleben
17. Reinberg
18. Röckwitz
19. Rosenow
20. Siedenbollentin
21. Tützpatz
22. Burow
23. Werder
24. Wildberg
25. Wolde